# 1895 Larink
1895 Larink је астероид главног астероидног појаса са пречником од приближно 17,51 km.
Афел астероида је на удаљености од 3,685 астрономских јединица (АЈ) од Сунца, а перихел на 2,696 АЈ.
Ексцентрицитет орбите износи 0,155, инклинација (нагиб) орбите у односу на раван еклиптике 1,822 степени, а орбитални период износи 2082,009 дана (5,700 година).
Апсолутна магнитуда астероида је 11,80 а геометријски албедо 0,109.
Астероид је откривен 26. октобра 1971. године.